# О мишевима и људима
О мишевима и људима (енгл. Of Mice and Men) новела је америчког књижевника Џона Стајнбека, која је објављена 1937. године. У њој се приповеда о Џорџу Милтону и Ленију Смолу, два незапослена надничарска радника, који путују од места до места у потрази за новим запослењем током Велике депресије у Калифорнији, САД.
Стајнбек је новелу написао на основу сопствених искустава скитнице током 1920-их (пре доласка међу становнике Оклахоме које ће сликовито описати у Плодовима гнева). Наслов је преузео из стихова песме „Мишу” Роберта Бернса, који гласе: „Најбоље испланиране шеме мишева и људи / често крену наопако”.
Иако је обавезна лектира у многим америчким школама, роман О мишевима и људима је често био на мети цензора због вулгарности и, како неки сматрају, увредљивих и расистичких израза. Сходно томе, појављује се на листи Најоспорованијих књига 21. века Америчке библиотекарске асоцијације

## Радња
Током Велике депресије у Калифорнији, двојица лутајућих надничара — Џорџ Милтон, интелигентан али необразован, и Лени Смол, крупан, снажан, али ментално заостао — путују из Соледада у други део државе. Њих двојица деле сан о томе да се једног дана настане на сопственом парчету земље. Ленијев део тог сна је једноставан: да се брине о кунићима и мази их. Он обожава да додирује мекане животиње, иако их увек случајно убије јер их превише јако мази. Џорџ му стално понавља тај сан, што је Ленију једна од омиљених прича. Њих двојица су побегли из Вида након што је Лени ухватио сукњу једне младе жене, сматрајући је лепом, али није хтео да је пусти јер, када се унервози, он је још јаче држи. То је довело до оптужбе за силовање и до формирања руље која је кренула да га пронађе и линчује. Током уводног дела постаје јасно да Лени зависи од Џорџа јер није у стању да функционише самостално.
Након што добију посао на једној фарми, Керли, ниски и агресивни син газде, сукобљава се с њима. Керли, који има Наполеонов комплекс, не воли крупније мушкарце и одмах се обрушава на Ленија. Лени је одмах привучен Керлијевом кокетном и провокативном женом, што такође представља проблем. С друге стране, њих двојица упознају Кендија, остарелог радника на ранчу који има само једну руку и верног пса, као и Слима, паметног и благог скинера, чија се керуша недавно оштенила. Слим даје штенце Ленију и Кендију, чијег је старог, верног овчарског пса из милосрђа убио други надничар, Карлсон.
Упркос проблемима, њихов сан почиње да делује оствариво када Кенди понуди да уложи 350 долара у куповину фарме, у замену за то да живи са њима. Они сматрају да ће на крају месеца бити у стању да купе фарму. Тројац је одушевљен, али њихова радост је умањена када Керли нападне Ленија, који се, охрабрен од стране Џорџа, брани тако што му са лакоћом смрска песницу.
Ипак, Џорџ се осећа опуштеније. Чак оставља Ленија на ранчу док са осталим радницима одлази у град. Лени лута до шталe и разговара са Круксом, огорченим али образованим радником који живи изоловано јер је црнац. Кенди их проналази и заједно разговарају о плановима за фарму. Крукс, иако подсмешљив према могућности да се њихов сан оствари, не може да одоли а да не пита да ли би могао да обрађује башту на фарми. Керлијева жена се поново појављује и флертује с мушкарцима, посебно с Ленијем. Ипак, показује своју злу страну када их понижава и прети Круксу линчовањем. Када чују да се остали радници враћају, она одлази.
Следећег дана, Лени случајно убија своје штене док га милује. Керлијева жена улази у шталу и покушава да разговара с њим, признајући да се осећа усамљено. Она му открива како су њени снови о томе да постане филмска звезда уништени. Када сазна за Ленијеву љубав према меканим стварима, нуди му да помази њену косу. Међутим, када осети његову снагу, уплаши се и почне да вришти. Лени се у паници уплаши и нехотице јој сломи врат, након чега бежи. Када остали радници пронађу њено тело, формирају линч руљу с намером да га убију, позивајући полицију пре него што започну претрагу. Џорџ брзо схвата да је њиховом сну крај и жури да пронађе Ленија, надајући се да ће бити на месту где су се унапред договорили да се нађу у случају да се нешто лоше догоди.
Џорџ проналази Ленија на том месту и њих двојица седе заједно док Џорџ поново прича о њиховом сну, иако сада зна да се никада неће остварити. Док чује руљу како се приближава, Џорџ убија Ленија хицем из револвера, пружајући му милосрднију смрт од оне коју би доживео од руку бесне руље. Керли, Слим и Карлсон стижу неколико секунди касније. Само Слим разуме шта се догодило и он одводи Џорџа, покушавајући да га утеши. Керли и Карлсон гледају за њима, не разумејући зашто се Слим и Џорџ осећају тако како се осећају.